# Neue Mühle (Burghaslach)
Neue Mühle (fränkisch: Naimiel)  ist ein Wohnplatz des Marktes Burghaslach im Landkreis Neustadt an der Aisch-Bad Windsheim (Mittelfranken, Bayern).

## Lage
Die Einöde liegt am Lutzengraben, einem rechten Zufluss der Haslach. Sie ist heute Haus Nr. 27 der Neustädter Straße (= Staatsstraße 2256) des Gemeindeteils Burghaslach. Über diese gelangt man zum Kernort (0,5 km nördlich) bzw. nach Breitenlohe (1,8 km südlich). Unmittelbar südöstlich erhebt sich der Galgenberg.

## Geschichte
Der Ort wurde 1732 als „neue Mühle“ erstmals schriftlich erwähnt. Die Mühle wurde Anfang des 18. Jahrhunderts neu errichtet und dementsprechend so bezeichnet.
Mit dem Gemeindeedikt (frühes 19. Jahrhundert) wurde Neue Mühle dem Steuerdistrikt Burghaslach und der Ruralgemeinde Burghaslach zugeordnet.

### Einwohnerentwicklung
| Jahr      | 001818 | 001836 | 001840 | 001861 | 001871 | 001885 | 001900 | 001925 | 001950 | 001961 |
| Einwohner | 4      | 5      | 5      | *      | 9      | 6      | 9      | 3      | †      | †      |
| Häuser    | 1      | 1      | 1      |        |        | 1      | 1      | 1      | 1      | †      |
| Quelle    | [ 4 ]  | [ 8 ]  | [ 9 ]  | [ 10 ] | [ 11 ] | [ 12 ] | [ 13 ] | [ 14 ] | [ 15 ] | [ 16 ] |

## Religion
Neue Mühle ist evangelisch-lutherisch geprägt und nach St.-Ägidius-Kirche (Burghaslach) gepfarrt.